# Síntesi del criteri valencianista
Síntesi del criteri valencianista (en español, Síntesis del criterio valencianista) es un opúsculo redactado por Eduard Martínez Ferrando en 1918 y editado en la ciudad de Barcelona (España) por la Joventut Valencianista, y se considera el primer texto teórico del pancatalanismo. El texto empezó a publicarse un año antes, en 1917, en la revista "Ofrena", órgano de "Nostra Parla" que se distribuía por Cataluña y la actual Comunidad Valenciana. Posteriormente Joventut Valencianista en colaboración con la revista haría una edición en formato de folleto.

## Contenido
El documento contiene una introducción y cuatro escritos sobre la actual Comunidad Valenciana tratados desde el punto de vista pancatalanista, el último del cual es de carácter documental, donde incluye citas y textos donde especula sobre la catalanidad de los valencianos a lo largo de la historia.
1. El Reino de Valencia, Estado de Cataluña
2. El decaimiento valenciano
3. Resurgimiento nacional. Nuevos horizontes
4. Resumen documental histórico sobre la catalanidad inconclusa de Valencia

Martínez Ferrando, muy influido por el pensamiento de Enric Prat de la Riba (a quien dedicaba el opúsculo), defendía la «catalanización de Valencia, [lo] que supondría el retorno al tronco común de origen» y de ahí que se planteara como objetivo el «triunfo del ideal pancatalanista»:

Pero, siendo los Realmes de Valencia y Mallorca y el condado de Barcelona las tres ramas del Pino sagrado, Cataluña, y habiendo recobrado el Mediterráneo la importancia que alcanzó en los días mejores, todos nuestros fervientes votos son para el más inmediato triunfo del ideal pancatanalista, logrado por medio de un vínculo político, más o menos amplio, que bien podría ser la federación de las citadas regiones, y que, realizando de nuevo la unidad catalana, haga volver otra vez a nuestras manos el cetro imperial del "mare nostrum" para invadir nuestro comercio el mundo, para asegurar la eternidad de nuestro espíritu.
Síntesi del criteri valencianista, página 24.

## Reacciones
Entre las reacciones favorables se encontraban la de Carles Salvador y la de Adolf Pizcueta. Este último escribió en La Correspondencia de Valencia, el órgano de la Unió Valencianista Regional: «Más que nada lo que tiene el folleto es una enorme dosis de razón, y tener razón y decir la verdad en estos tiempos que corremos es perjudicial. Puede que haya otros que digan que es inoportuno y nosotros sólo podemos contestar que no hay tal inoportunidad». Por su parte el líder de la Unió Valencianista Ignasi Villalonga mantuvo una postura contraria aunque matizada: «Es natural que se ayuden mutuamente [los nacionalismos], y que aquellos que tienen fuerza en el Parlamento y en el Gobierno, por haber llegado a la madurez, ejerzan un papel preponderante. Pero esto no es subordinación, sino alianza, que no hipoteca ni compromete la futura libertad de acción de unas regiones con otras». Quien se mostró radicalmente en contra fue Josep Maria Bayarri que mantuvo una controversia con Martínez Ferrando que se alargaría hasta 1933.